# MTV Unplugged in New York
Az MTV Unplugged in New York a Nirvana grunge zenekar koncertalbuma, mely egy akusztikus koncert felvételeit tartalmazza. Először az MTV-n sugározták, 1993. december 16-án. A megszokástól eltérően főleg kevésbé ismert dalokat és feldolgozásokat adtak elő. Kurt Cobain 1994. áprilisi halála után adták ki.
A Billboard 200-on az első helyen debütált, így az együttes legsikeresebb „posztumusz” lemeze. 1996-ban megkapta a legjobb alternatív rockalbumnak járó Grammy-díjat. A fellépés 2007-ben jelent meg DVD-n.
Az album szerepel az 1001 lemez, amit hallanod kell, mielőtt meghalsz című könyvben.

## Az album dalai
|     | Cím                                                             | Szerző(k)                              | Hossz |
| --- | --------------------------------------------------------------- | -------------------------------------- | ----- |
| 1.  | About a Girl                                                    | Kurt Cobain                            | 3:37  |
| 2.  | Come as You Are                                                 | Cobain                                 | 4:13  |
| 3.  | Jesus Doesn't Want Me for a Sunbeam (The Vaselines-feldolgozás) | Eugene Kelly, Frances McKee            | 4:37  |
| 4.  | The Man Who Sold the World (David Bowie-feldolgozás)            | David Bowie                            | 4:20  |
| 5.  | Pennyroyal Tea                                                  | Cobain                                 | 3:40  |
| 6.  | Dumb                                                            | Cobain                                 | 2:52  |
| 7.  | Polly                                                           | Cobain                                 | 3:16  |
| 8.  | On a Plain                                                      | Cobain                                 | 3:44  |
| 9.  | Something in the Way                                            | Cobain                                 | 4:01  |
| 10. | Plateau (Meat Puppets-feldolgozás)                              | Curt Kirkwood                          | 3:38  |
| 11. | Oh, Me (Meat Puppets-feldolgozás)                               | Kirkwood                               | 3:26  |
| 12. | Lake of Fire (Meat Puppets-feldolgozás)                         | Kirkwood                               | 2:55  |
| 13. | All Apologies                                                   | Cobain                                 | 4:23  |
| 14. | Where Did You Sleep Last Night                                  | tradicionális; hangszerelte Lead Belly | 5:08  |

## Közreműködők

### Nirvana
- Kurt Cobain – ének, gitár
- Pat Smear – gitár
- Krist Novoselic – basszusgitár, gitár, harmonika
- Dave Grohl – dob, basszusgitár, háttérvokál

### További zenészek
- Cris Kirkwood – basszusgitár, háttérvokál (Plateau, Oh Me, Lake of Fire)
- Curt Kirkwood – gitár (Plateau, Oh Me, Lake of Fire)
- Lori Goldston – cselló

### Produkció
- Nirvana – producer
- Alex Coletti – producer
- Scott Litt – producer
- Stephen Marcussen – mastering
- Robert Fisher – művészi vezető, design
- Frank Micelotta – fényképek